# 음력 1월 30일
음력 1월 30일은 음력 1월의 30번째 날이다.

## 사건
- 1637년 - 조선 인조가 삼전도에서 숭덕제에게 치욕적인 절을 함. (삼전도의 치욕)

## 탄생
- 1963년 - 대한민국의 기업인, 정치인 이상직.
- 1964년 - 대한민국의 배우 김경룡.
- 1989년 - 대한민국의 레이싱 모델 이연아.

## 사망
- 1989년 - 대한민국의 시인 기형도.

## 같이 보기
- 음력 360일: 1월 2월 3월 4월 5월 6월 7월 8월 9월 10월 11월 12월
- 전날:1월 29일 다음날:2월 1일 - 전달:12월 30일 다음달:2월 30일
- 양력:1월 30일
- 음력, 윤달